# Hóquei sobre a grama nos Jogos Olímpicos de Verão de 1956
O torneio de hóquei sobre a grama nos Jogos Olímpicos de Verão de 1956 foi realizado em Melbourne, Austrália. Como em todos os jogos anteriores, o torneio feminino ainda não era disputado.
O torneio masculino de hóquei de 1956 marcou a última conquista da Índia na modalidade. Com uma supremacia incrível, os indianos haviam conquistado o ouro nas cinco últimas olimpíadas, fechando com a sexta consecutiva ao superar o rival Paquistão na final.
| Ouro | Prata | Bronze |
| Índia Shankar Laxmann Singh Hardyal Radhir Singh Gentle Bakshish Singh Govind Perumal Raghbir Lal Gurdev Singh Leslie Walter Claudius Amir Kumar Raghbir Singh Bhola Balbir Sing Udham Singh Charles Stephen Ranganandham Francis | Paquistão Ghulam Rasul Manzoor Hussain Atif Zakir Hussain Noor Alam Hussein Akhtar Nasir Ahmad Habibur Rehman Hussain Mussarat Mutih Ullah Latifur Rehman Abdul Hamid Anwar Ahmad Khan Munir Ahmad Dar | Alemanha Unificada Alfred Lücker Helmuth Nonn Günther Ullerich Hugo Budinger Günther Brennecke Werner Delmes Eberhard Ferstl Hugo Dollheiser Heinz Radzikowski Wolfgang Nonn Werner Rosenbaum |

## Primeira fase

### Grupo A
| Equipe         | Pts | J | V | E | D | GP | GC |
| -------------- | --- | - | - | - | - | -- | -- |
| Índia          | 6   | 3 | 3 | 0 | 0 | 36 | 0  |
| Singapura      | 4   | 3 | 2 | 0 | 1 | 11 | 7  |
| Afeganistão    | 2   | 3 | 1 | 0 | 2 | 5  | 20 |
| Estados Unidos | 0   | 3 | 0 | 0 | 3 | 2  | 27 |

| 26 de novembro |      |                |
| Singapura      | 6–1  | Estados Unidos |
| Índia          | 14–0 | Afeganistão    |
| 28 de novembro |      |                |
| Singapura      | 5–0  | Afeganistão    |
| Índia          | 16–0 | Estados Unidos |
| 30 de novembro |      |                |
| Índia          | 6–0  | Singapura      |
| Afeganistão    | 5–1  | Estados Unidos |

### Grupo B
| Equipe      | Pts | J | V | E | D | GP | GC |
| ----------- | --- | - | - | - | - | -- | -- |
| Reino Unido | 4   | 3 | 1 | 2 | 0 | 5  | 4  |
| Austrália   | 4   | 3 | 2 | 0 | 1 | 6  | 4  |
| Maláia      | 2   | 3 | 0 | 2 | 1 | 5  | 6  |
| Quênia      | 2   | 3 | 0 | 2 | 1 | 2  | 4  |

| 23 de novembro |     |           |
| Reino Unido    | 2–2 | Maláia    |
| Austrália      | 2–0 | Quênia    |
| 24 de novembro |     |           |
| Reino Unido    | 1–1 | Quênia    |
| 26 de novembro |     |           |
| Austrália      | 3–2 | Maláia    |
| 28 de novembro |     |           |
| Maláia         | 1–1 | Quênia    |
| 30 de novembro |     |           |
| Reino Unido    | 2–1 | Austrália |

#### Desempate
Reino Unido e Austrália empataram em primeiro lugar do Grupo B e realizaram um jogo desempate para definir a equipe que avançaria as semi-finais.
| 1 de dezembro |     |           |
| Reino Unido   | 1–0 | Austrália |

### Grupo C
| Equipe             | Pts | J | V | E | D | GP | GC |
| ------------------ | --- | - | - | - | - | -- | -- |
| Paquistão          | 5   | 3 | 2 | 1 | 0 | 7  | 1  |
| Alemanha Unificada | 4   | 3 | 1 | 2 | 0 | 5  | 4  |
| Nova Zelândia      | 2   | 3 | 1 | 0 | 2 | 8  | 10 |
| Bélgica            | 1   | 3 | 0 | 1 | 2 | 0  | 5  |

| 23 de novembro     |     |                    |
| Paquistão          | 2–0 | Bélgica            |
| 24 de novembro     |     |                    |
| Alemanha Unificada | 5–4 | Nova Zelândia      |
| 27 de novembro     |     |                    |
| Paquistão          | 5–1 | Nova Zelândia      |
| Alemanha Unificada | 0–0 | Bélgica            |
| 29 de novembro     |     |                    |
| Paquistão          | 0–0 | Alemanha Unificada |
| Nova Zelândia      | 3–0 | Bélgica            |

## Semi-final
| 3 de dezembro |     |                    |
| Índia         | 1–0 | Alemanha Unificada |
| Paquistão     | 3–2 | Reino Unido        |

## Disputa pelo bronze
| 6 de dezembro      |     |             |
| Alemanha Unificada | 3–1 | Reino Unido |

## Final
| 6 de dezembro |     |           |
| Índia         | 1–0 | Paquistão |